# Дашкевич, Анастасия Владимировна
Анастасия Владимировна Дашкевич (род. 2 августа 1990, Минск) — активистка оппозиционного белорусского молодёжного движения, к которому присоединилась в 14 лет. С 2011 года она заместитель председателя Молодого Фронта (Малады Фронт), белорусской общественной организации. Она выступала за свободу и права человека в Белоруссии, несмотря на угрозы, преследования и тюремное заключение.
В 2011 году она получила Международную женскую награду за отвагу, однако не смогла присутствовать на церемонии из-за следствия; спустя два месяца после награждения была осуждена на год заключения с отсрочкой исполнения. Была первой беларуской, получившей премию.
С сентября 2011 года помолвлена с другим активистом «Маладога Фронта» Дмитрием Дашкевичем. Они поженились, когда Положанко посетила его в гродненской тюрьме 26 декабря 2012 года.
14 июля 2022 года за участие в протестах 2020 года Анастасию и Дмитрия Дашкевичей приговорили к трём годам «домашней химии» и к полутора годам колонии соответственно.